# حي الحوطة (حضرموت)
حي الحوطة هو أحد أحياء مدينة شبام في محافظة حضرموت اليمنية. يبلغ تعداد سكانه 4755 نسمة حسب التعداد السكاني في اليمن لعام 2004.